# District Six

District Six (Afrikaans: Distrik Ses) är namnet på ett före detta bostadsområde i centrala Kapstaden i Sydafrika. Det är mest känt för sin tvångsförflyttning av över 60 000 invånare under apartheidregimen på 1970-talet.

## Uppbyggande och ödeläggelse

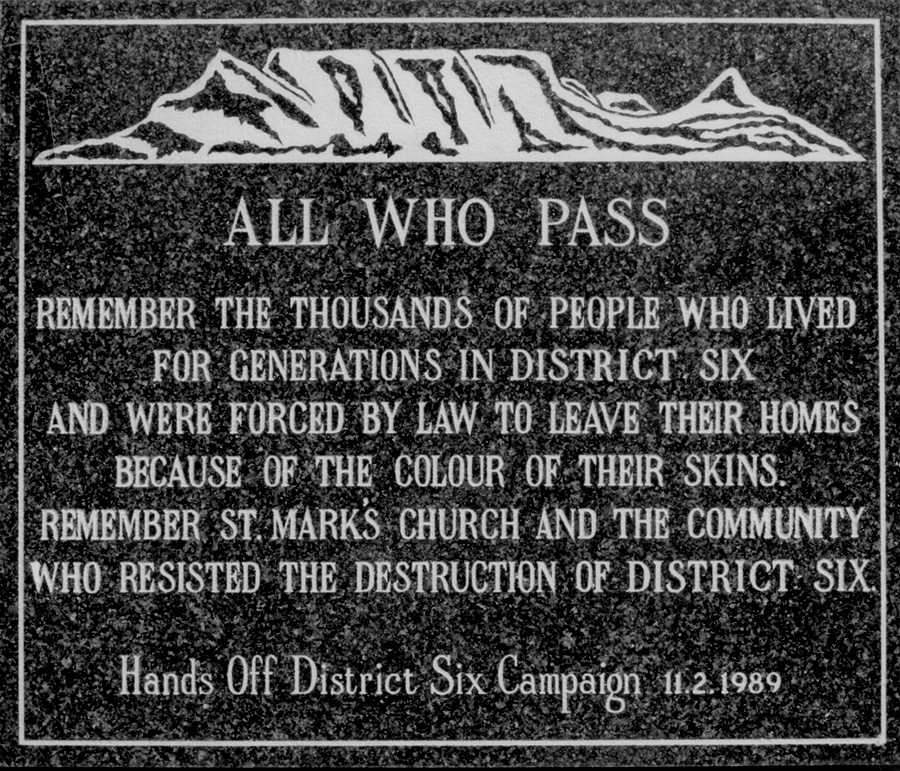
Minnestavla om District Six

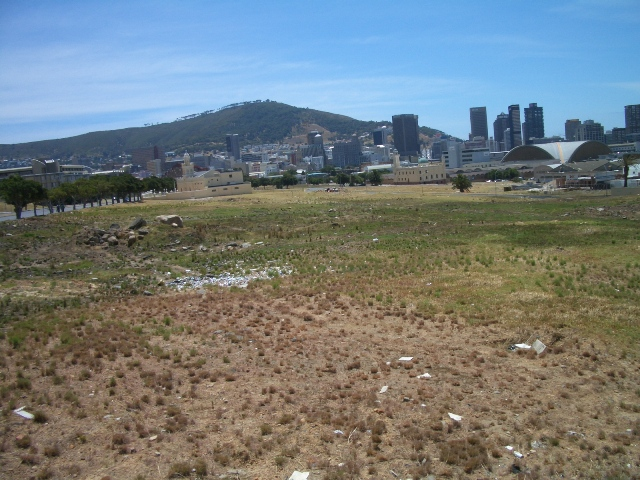
District Six

Området namngavs 1867 som Det Sjätte Kommunala Distriktet i Kapstaden. När de sju distrikten som fanns i Kapstaden då namngavs behöll det sjätte distriktet sitt namn medan de andra omorganiserades och namngavs. Området som är District Six avgränsas av Sir Lowry Road i norr, Tennant Road i väst, De Waal Drive i söder och Cambridge Street i öst. Vid sekelskiftet 1900 var det redan ett livligt samhälle bestående av före detta slavar, hantverkare, köpmän och andra immigranter, liksom många malajer som togs till Sydafrika av Holländska Ostindiska Kompaniet under dess styrande av Kapkolonin. Området var hem åt nästan en tiondel av Kapstadens befolkning. I District Six pågick en ständig förflyttning till och från stadskärnan.
Efter andra världskriget, under den tidiga apartheideran, var District Six relativt kosmopolitiskt. Tack vare sin placering inom synhåll från hamndockorna utgjordes det till stor del av färgade invånare som innefattade en avsevärd mängd färgade muslimer - kapmalajer. Det fanns även ett antal svarta Xhosa-invånare och ett mindre antal afrikander, vita samt indier.
Regeringstjänstemän gav fyra primära anledningar till förflyttningarna. I enlighet med apartheid-tankesättet fastslog de att interaktion mellan olika etniciteter skapade konflikter och därmed krävdes en separation av de olika etniciteterna. De ansåg att District Six var en slum som enbart dög till något tillfälligt och därmed skulle rivas. De framställde även området som brottshärjat och farligt; de påstod att det var en "syndig håla" fylld av omoraliska aktiviteter såsom hasardspel, drickande och prostitution. Trots att dessa var de officiella anledningarna trodde de flesta invånarna att regeringen eftertraktade marken på grund av dess närhet till stadskärnan, Taffelberget samt hamnen.
Den 11 februari 1966 tillkännagav regeringen District Six som ett område för endast vita, i enlighet med Group Areas Act, och 1968 inleddes tvångsförflyttningarna som en följd av detta. 1982 hade över 60 000 människor omlokaliserats cirka 25 kilometer bort, till en kåkstad belägen i det sandiga och kala Cape Flats. De gamla husen schaktades bort och de enda byggnaderna som skonades var religiösa samlingsplatser. Tryck från internationellt och även lokalt håll gjorde emellertid regeringens ombyggnad svårare. The Cape Technikon (senare Cape Peninsula University of Technology) byggdes på en bit av District Six som av regeringen döptes om till Zonnebloem. Bortsett från detta och bostäder för poliser lämnades området utan vidare bebyggelse.

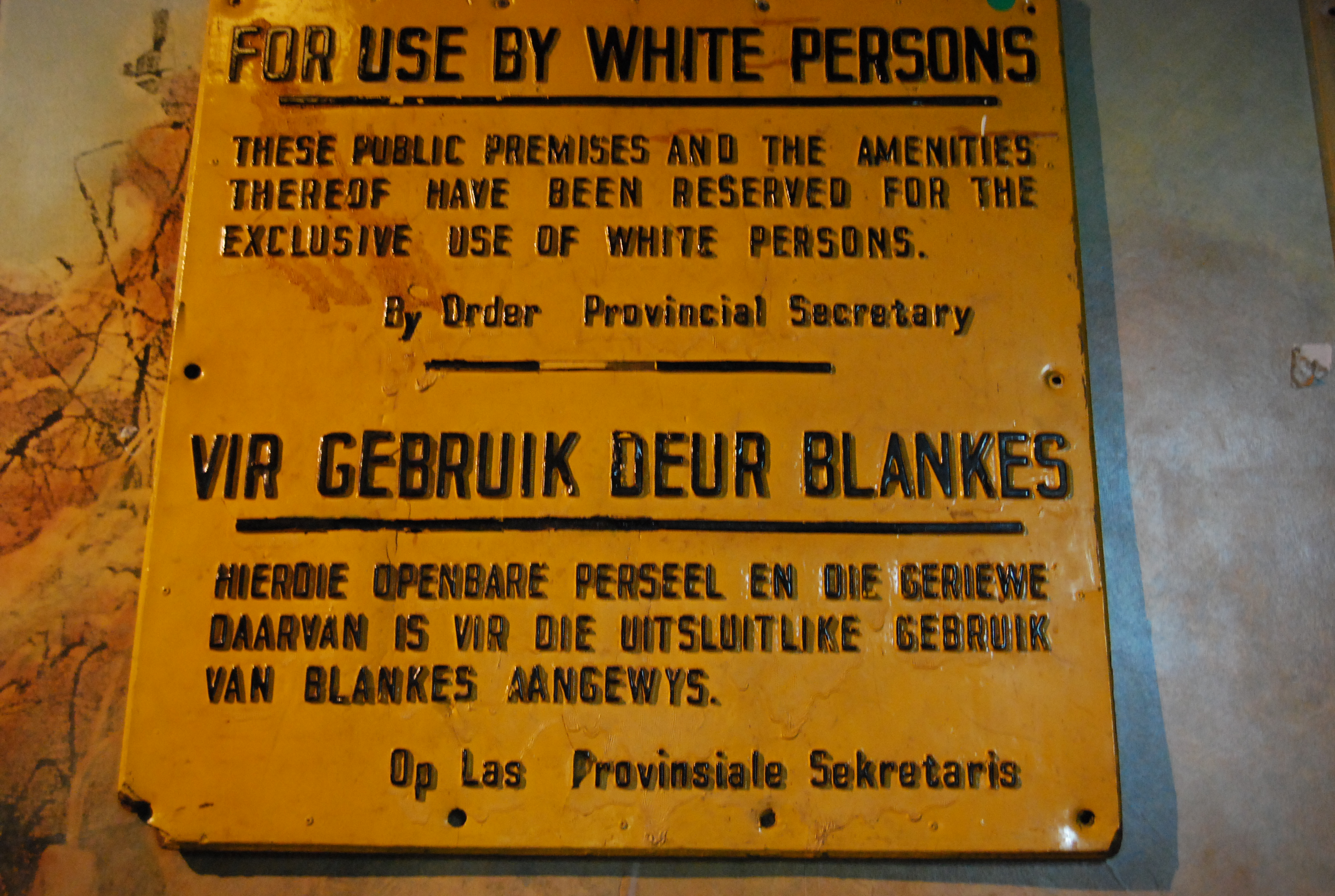
Skylt från apartheideran

Efter apartheids fall 1994 har den sydafrikanska regeringen erkänt tidigare anspråk från före detta invånare i området och avgett ett löfte om att stödja dess återuppbyggande.

## Området
District Six ligger i City Bowl i Kapstaden. Det består av Walmer Estate, Zonnebloem och Lower Vrede (tidigare Roeland Street Scheme). Några delar av Walmer Estate, såsom Rochester Street, förstördes och några delar, såsom Cauvin Road lämnades kvar men med demolerade hus. Större delen av Zonnebloem - bortsett från några skolor, kyrkor och moskéer - förstördes. Några få hus på gamla Constitution street (idag Justice Road) fick vara kvar men husen såldes till vita människor. Detta gäller Bloemhof-lägenheter (som idag kallas Skyways). Större delen av Zonnebloem ägs av Cape Technikon (som också är byggt på 50 % av marken).

## Återvändandet
År 2003 hade man inlett arbetet på de första nya byggnaderna: 24 hus som kommer tillhöra invånare i över 80 år. Den 11 februari 2004, exakt 38 år efter regeringens omorganisering av området, gav den före detta presidenten Nelson Mandela nycklar till de första återvändande invånarna: Ebrahim Murat (87) och Dan Ndzabela (82). Runt 1600 familjer planerades återvända de kommande tre åren.
Organisationen Friends of District Six skapade Hands Off District Six-kampanjen som sammankallade till att främja investering och återutveckling i District Six efter tvångsförflyttningarna. Kampanjen bestod av olika föreningar, kyrkor, skolor och idrottsklubbar som tryckte på både lokala och utländska investerare. Detta utvecklades till att bli District Six förmånstagarorganisation, som bemyndigades att handhålla processen som skulle ge fordringsägare deras "mark" tillbaka (i själva verket en lägenhet eller liknande boende). I november 2006, bröt organisationen förhandlingar med Kapstadens kommunstyrelse. Organisationen anklagade kommunstyrelsen (då under en borgmästare som representerade Democratic Alliance) för att uppehålla återställandet, samt indikerade att de föredrog att arbeta med regeringen som styrdes av ANC. Borgmästaren Helen Zille (DA) svarade då med att ifrågasätta förmånstagarorganisationens rätt att representera fordringsägarna då de aldrig blivit valda av fordringsägare. En del missnöjda fordringsägare ville skapa en alternativ förhandlingsform istället för District Six förmånstagarorganisation. På grund av det historiska arvet och stridsreferenserna hos organisationens ledare var det emellertid väldigt troligt att de skulle få fortsätta representera fordringsägarna.

## Museum

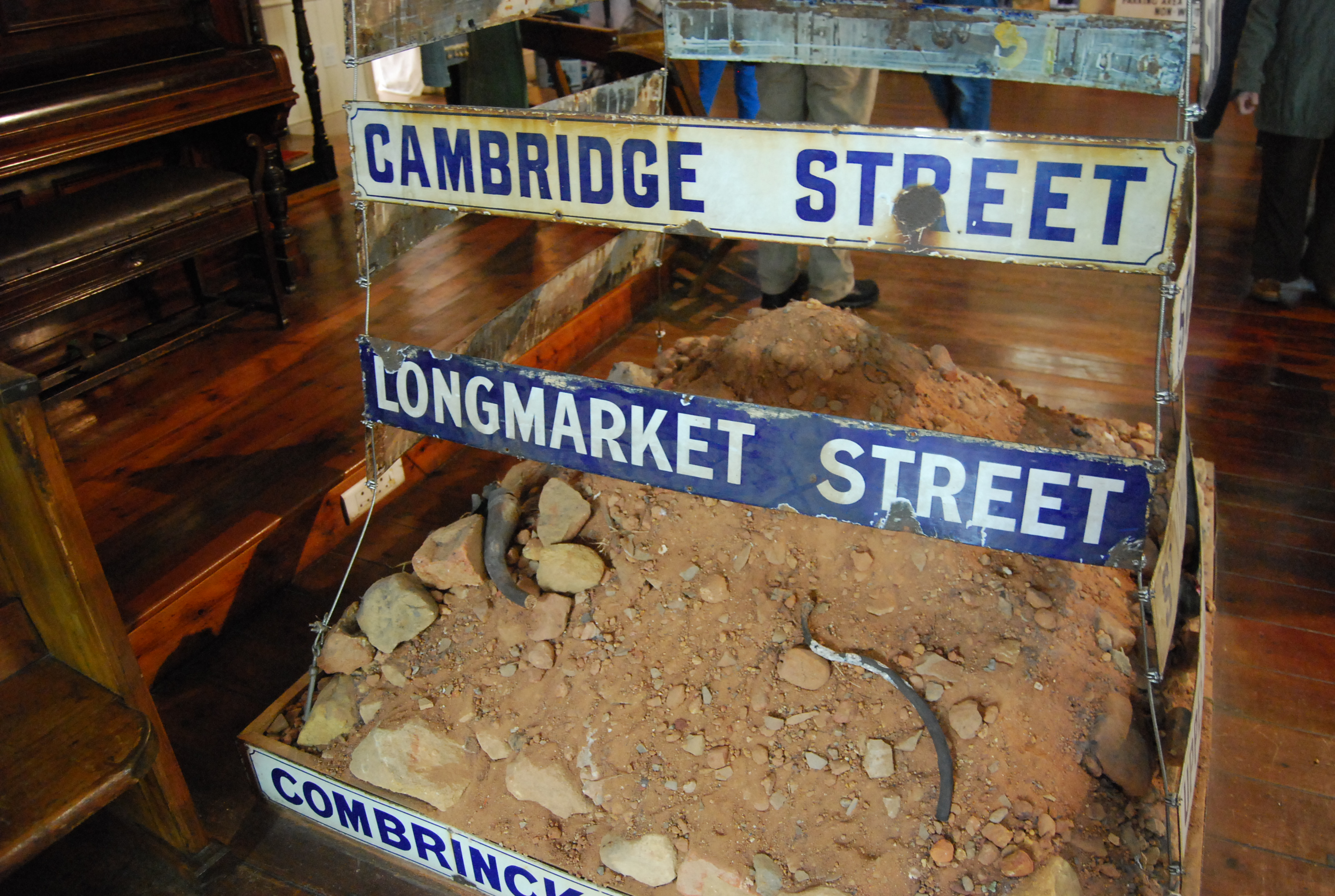
Vägskyltar från District Six innan Apartheid

År 1989 bildades District Six museistiftelse och 1994 fanns District Six-museet. Det fungerar som ett minne av händelser från apartheideran liksom ett minne av kulturen och historian från området innan förflyttningarna. Bottenvåningens golv är täckt av en stor stadskarta över District Six, med handskrivna anteckningar från före detta invånare som pekar ut sina hem; andra delar av museet inkluderar gatskyltar från det gamla området, utställningar av historier och livsöden hos familjer från District Six, samt historiska förklaringar av områdets existens och ödeläggelse. Utöver museum utgör det även ett minnesmärke av ett decimerat samhälle, samt en mötesplats och samlingslokal för de Kapstadsinvånare som berörs av dess historia.